# Чемпіонат світу з трекових велоперегонів 2016 — гіт на 500 м (жінки)
Змагання з гіту на 500 м серед жінок на Чемпіонаті світу з трекових велоперегонів 2016 відбулись 4 березня 2016. Анастасія Войнова з Росії виграла золоту медаль.

## Результати
Заїзд розпочавсь о 14:30.
| Місце | Ім'я               | Країна          | Час    | Відставання | Примітки |
| ----- | ------------------ | --------------- | ------ | ----------- | -------- |
| 1     | Анастасія Войнова  | Росія           | 32.959 |             |          |
| 2     | Лі Хвейші          | Гонконг         | 33.736 | +0.777      |          |
| 3     | Еліс Ліхтлі        | Нідерланди      | 33.760 | +0.801      |          |
| 4     | Дарія Шмельова     | Росія           | 33.886 | +0.927      |          |
| 5     | Кеті Марчант       | Велика Британія | 34.032 | +1.073      |          |
| 6     | Лауріне ван Ріссен | Нідерланди      | 34.065 | +1.106      |          |
| 7     | Міріам Вельте      | Німеччина       | 34.192 | +1.233      |          |
| 8     | Таня Кальво        | Іспанія         | 34.264 | +1.305      |          |
| 9     | Лісандра Ґуерра    | Куба            | 34.692 | +1.733      |          |
| 10    | Джессіка Салазар   | Мексика         | 34.705 | +1.746      |          |
| 11    | Катерина Гніденко  | Росія           | 34.757 | +1.798      |          |
| 12    | Марта Байона       | Колумбія        | 34.903 | +1.944      |          |
| 13    | Данела Гаксіола    | Мексика         | 35.137 | +2.178      |          |
| 14    | Мігле Марозайте    | Литва           | 35.350 | +2.391      |          |
| 15    | Дебора Дебора      | Індія           | 36.229 | +3.270      |          |